# (2971) Mohr
(2971) Mohr (1980 YL; 1963 VJ; 1973 SM5; 1976 SM10; 1982 KQ2) ist ein ungefähr fünf Kilometer großer Asteroid des inneren Hauptgürtels, der am 30. Dezember 1980 vom tschechischen (damals: Tschechoslowakei) Astronomen Antonín Mrkos am Kleť-Observatorium auf dem Kleť in der Nähe von Český Krumlov in der Tschechischen Republik (IAU-Code 046) entdeckt wurde.

## Benennung
(2971) Mohr wurde nach Josef M. Mohr (1901–1979), einem Professor für Astronomie an der Karls-Universität, benannt. Er war Mitbegründer der modernen Sternastronomie in der damaligen Tschechoslowakei.